# Wouter van Romondt
Wouter van Romondt (Voorburg, 13 november 1944) is een Nederlands beeldend kunstenaar van Nederlands-Antilliaanse komaf.

## Leven
Wouter van Romondt werd in Nederland geboren als zoon van een Nederlandse moeder, Maria Stortenbeeker, en een Antilliaanse vader, Leo van Romondt, die voortkwam uit een geslacht van de Bovenwindse Antillen: een oudoom was eigenaar van het eilandje Tintamarre nabij Sint Maarten/Saint Martin. Wouter bracht zijn jeugdjaren door in Nederland en op Aruba, waar hij de HBS volgde. Met een Sticusa-beurs kon hij in 1963 naar de Academie van Beeldende Kunsten in Den Haag, waar hij in 1968 zijn MO-akte Tekenen behaalde. In die jaren maakte hij ook studiereizen naar Brussel en Parijs. Hij keerde in 1968 naar Aruba terug, waar hij werkte als docent aan het Colegio Arubano en de Pedagogische Academie (IPA). Vlak vóór zijn vertrek naar het eiland had hij in het Gemeentemuseum in Den Haag een tentoonstelling gezien van Anton Heyboer die hem bijzonder raakte; diens invloed zou in sommige werken van Van Romondt zichtbaar blijven. Met tal van initiatieven zorgde hij samen met  andere docent-kunstenaars als Adi Martis en Nigel Matthew voor een opleving in de eilandelijke kunstwereld. Voor karikaturen van zijn hand die in de lokale kranten verschenen gebruikte Van Romondt het pseudoniem  Tintamarre.
Met zijn vrouw Regina van Romondt-den Exter, eveneens beeldend kunstenaar, kocht hij een oud kunukuhuis aan Sabana Basora nabij de Franse Pas op centraal Aruba, knapte dat op en maakte het tot trefpunt voor tal van mensen uit de wereld van kunst en cultuur. In de 1976 vestigde het kunstenaarsechtpaar zich in het Zuid-Limburgse Cadier en Keer in Nederland, later in  Ingber-Gulpen, waar het een boerderij uit 1732 transformeerde tot woonhuis en educatie- en expositieruimte, kunstcentrum Tintamarre. Van Romondt werkte ook als tekendocent op het Sophianum in Gulpen. Na zijn pensionering werkte Van Romondt regelmatig als gids in het Bonnefantenmuseum in Maastricht.

## Kunst

Wouter van Romondt - De bruine madonna

Op Aruba begon Van Romondt te experimenteren met verschillende dragers voor zijn werken: boodschappentassen van een supermarkt, papier voor monotype-techniek, maar ook olieverf op zinkplaten die door hun groeven een bijzondere structuur aan het werk gaven. Behalve schilderijen (in olieverf en acryl) maakte hij ook aquarellen, tekeningen en schetsen (in potlood, inkt en gemengde techniek, in latere jaren ook met zeer fijne penvoering). Verder maakte hij grafisch werk (o.m. monotypes) en keramiek, spaarzaam ook losse objecten zoals beschilderde houten beelden. De bijzondere kleurvoering op de schilderijen die hij in Aruba maakte (bruin, bordeauxrood, oker-oranje, groenig lichtblauw), werd bereikt met zelf door hem bereide verfsoorten waarin bijvoorbeeld gedroogde aarde of vogelpoep was gemengd. De textuur van de schildering is hem gaandeweg meer gaan interesseren en zo experimenteerde hij met stukken papier die hij op een achtergrond plakte; die achtergrond werd bewerkt met crinoline (een stof die normaal gebruikt wordt om mieren te bestrijden), dat een prachtige bruine kleur had. Weer later plakte hij stukken gemonotypeerd papier op hardboard of triplex, waar dan weer olieverf overheen ging, daarna weer stroken papier en olieverf enz., zodat het oppervlak een duidelijk korstige gelaagdheid verkreeg.
Van Romondt verwerkt vaak traditionele symbolen en afbeeldingen van maskers in zijn werken, zoals in de serie pentekeningen Maskerade. Zijn doeken gaan soms in de richting van de abstractie (met gebruik van kubistische vlakken), maar laten het figuratieve in de regel niet los. 
In Nederland veranderde zijn kleurenpalet, vooral onder indruk van veelvuldige reizen naar Italië en Griekenland.
Op incidentele basis schreef Wouter van Romondt ook gedichten, maar die werden niet gebundeld.

## Thema's

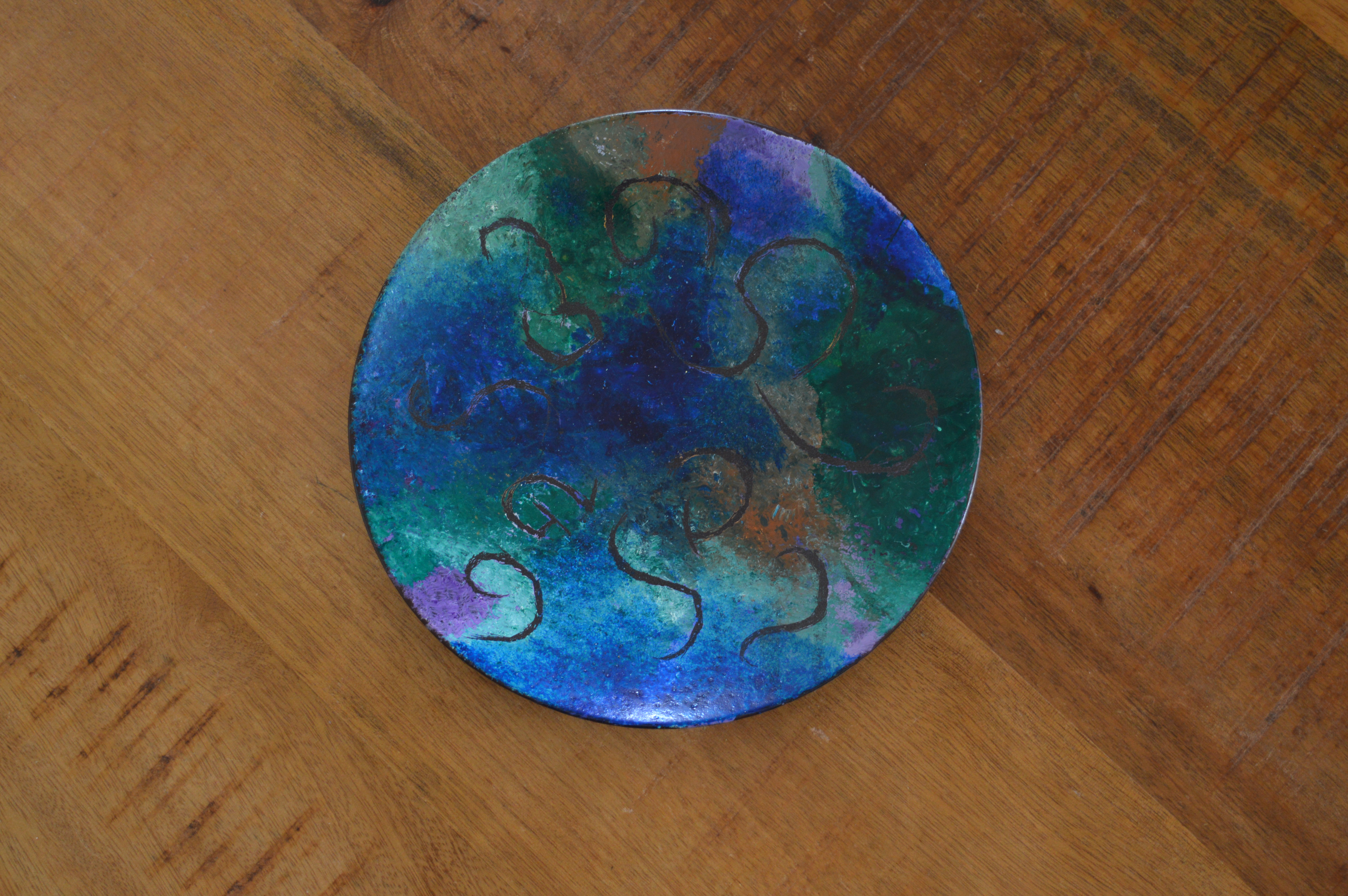
Wouter van Romondt, beschilderd bord Il Mare (2024).

Thematisch kan zijn werk grofweg worden onderverdeeld in
- Werk geïnspireerd door de geschiedenis, de inheemse mythologie en het landschap van Aruba, onder meer verschillende versies van Mythologie van het eiland en de grote serie Het boek der afmetingen. Soms dragen zijn werken ook een titel in het Papiaments, b.v. Amor di Kibaima.
- Werk door klassieke of mythologische figuren (Adam en Eva, Zwarte Madonna, Faun, Cleopatra en figuren uit de Griekse en Romeinse mythologie als Odysseus, Atlas, Medusa, de Minotaurus, Orpheus en Theseus) of heiligen als Sint Andreas, Sint Lucas en Sint Sebastiaan, en werken als Het goud van Montezuma, Paradiso en Le Sacre du Printemps en de ingekleurde ets Keltische zon.
- Allegorische voorstellingen (Troost, Wijsheid, Inzicht).
- Natuur (zon, zee), landschappen (de serie Stenen) en het heelal (aanvankelijk gerelateerd aan het Caraïbisch gebied, later ook werken als Limburgs landschap, en De hemel boven Limburg en werken geïnspireerd door reizen naar China en Afrika).
- Vrouwen, naakten en erotische tekeningen.
- Boedhistische voorstellingen.
- Zelfportretten.

Combinaties van verschillende thema’s (Vrouw met zon, Vrouw met bloemen enz.) komen ook vaak voor. Ook in de beschilderingen van keramiek (vazen, schalen, kommen en borden) komen deze voorstellingen voor.

## Exposities

Wouter van Romondt - Erotiek 117, gemengde techniek.

Van Romondt exposeerde voor het eerst in 1967 in het Cultureel Centrum Aruba. Drie jaar later, in 1970, maakte hij deel uit van een groepstentoonstelling van Antilliaanse kunstenaars in Suriname (Internationale Kunstbeurs) en de Dominicaanse Republiek (Expo Libro). Twee jaar later exposeerde hij op Curaçao en Carifesta in Guyana. Later volgden met regelmaat tentoonstellingen in Nederland en op Aruba (bijv. in 2011 en 2019-2020).
Voor de Biblioteca Nacional Aruba (De Elementen, 1973), de First National City Bank van Aruba (The Sun and his Influence, 1973) en de scholengemeenschap Sophianum in Gulpen (Odysseus en Atlas, december 1991-januari 1992) maakte hij grote wanddecoraties. Hij exposeerde in verschillende landen: op de Nederlands-Caraïbische eilanden, Suriname, de Dominicaanse Republiek, Brazilië (de biënnale van São Paulo) en Nederland. 
Werk van hem bevindt zich in het Massachusetts Museum of Contemporary Art in de Verenigde Staten en het Curaçaos Museum in Willemstad, en in privécollecties in Nederland, de Verenigde Staten, de Nederlands-Caraïbische eilanden en België.
Een reeks van zijn doeken werd afgebeeld op postzegels van de Nederlandse Antillen. Zijn tekeningen werden ook gebruikt in drukwerk.